# Tennistoernooi van Londen 1968
Het tennistoernooi van Londen van 1968 werd van maandag 17 tot en met zaterdag 22 juni 1968 gespeeld op de grasbanen van de Queen's Club. De officiële naam van het toernooi was Queen's Club Championships.
De finales werden vanwege de regen niet gespeeld.
De vrouwen finalisten waren de Britse Ann Haydon-Jones en de Amerikaanse Nancy Richey.
Bij de mannen haalde de Amerikaan Clark Graebner en de Nederlander Tom Okker de finale.
Het toernooi bestond uit twee delen:
- ATP-toernooi van Londen 1968, het toernooi voor de mannen (17 – 22 juni)
- WTA-toernooi van Londen 1968, het toernooi voor de vrouwen (17 – 22 juni)

ATP-toernooi van Londen‎ – WTA-toernooi van Londen

1968 · 1969 · 1970 · 1971 · 1972 · 1973 · geen toernooi 1974–1976 · ATP-toernooi 1977–2024 · 2025